# ميخائيل إي. كاربنتر
ميخائيل إي. كاربنتر هو محامي وسياسي أمريكي، ولد في 3 سبتمبر 1947. نشط حزبياً في الحزب الديمقراطي. وقد انتخب عضو مجلس نواب مين ‏ وانتخب عضو مجلس ولاية مين ‏.